# Zakłady Mięsne w Kole

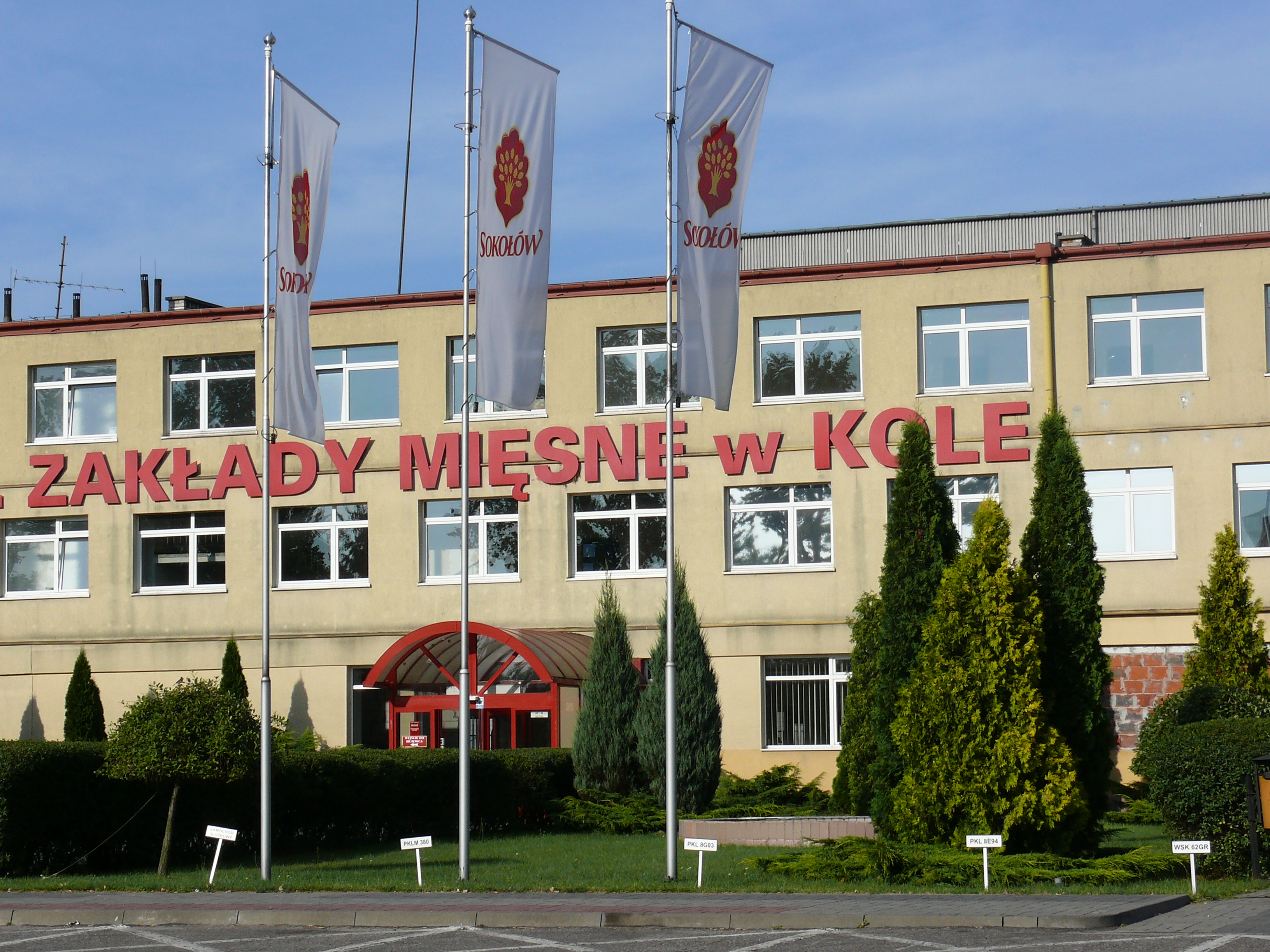
Zakłady Mięsne w Kole (2009)

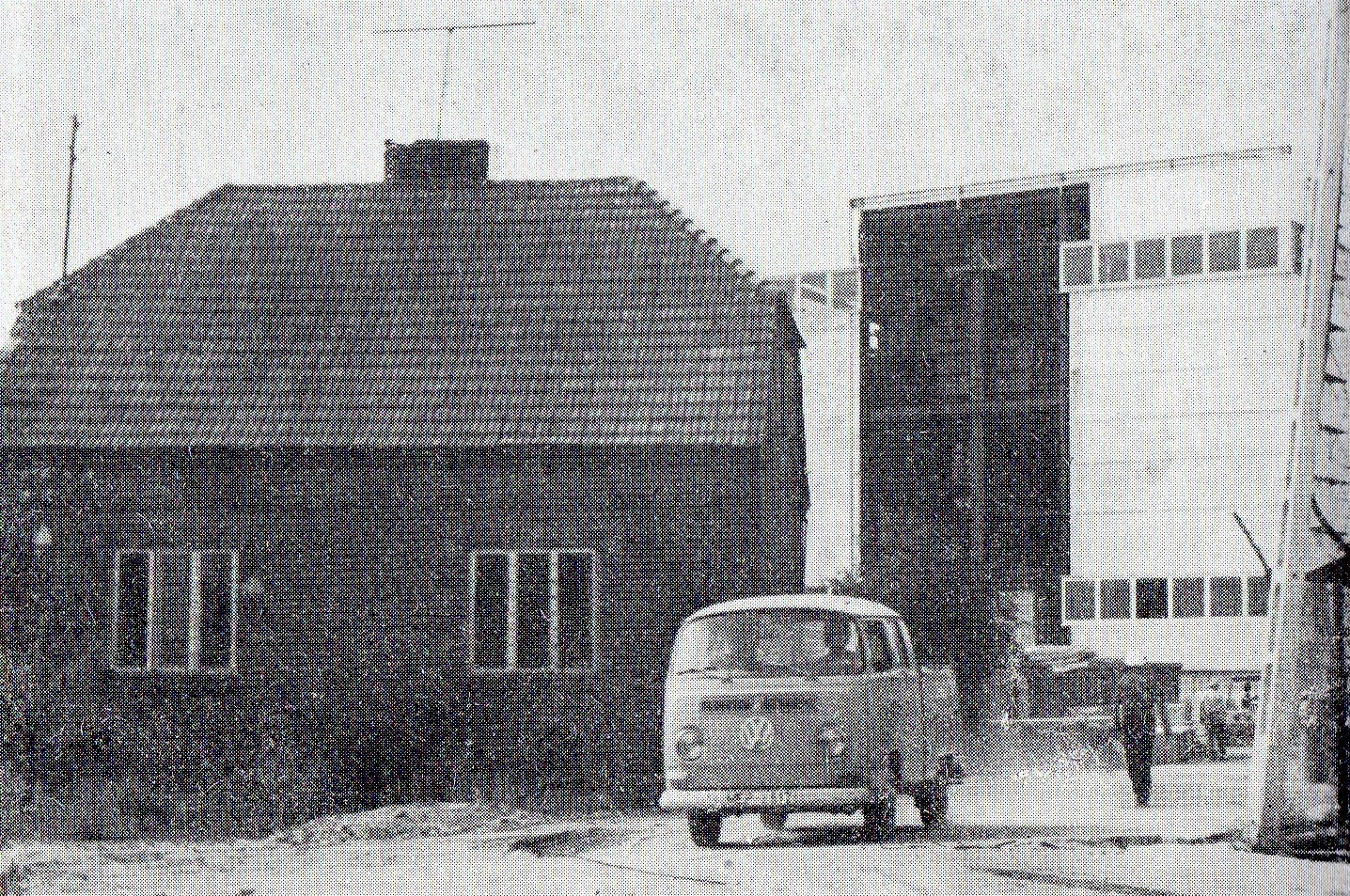
Budowa zakładów

Zakłady Mięsne w Kole – zakłady mięsne zlokalizowane w Kole przy ul. Toruńskiej 262.

## Historia
29 maja 1971 Komisja Planowania przy Radzie Ministrów PRL ustaliła lokalizację dla nowych zakładów mięsnych w Kole. Budowa rozpoczęła się w lipcu 1972, a zakończyła 31 grudnia 1973. Dokumentacja techniczna została kupiona od niemieckiej firmy Berlin-Konsult, a głównym wykonawcą robót budowlanych było Poznańskie Przedsiębiorstwo Budownictwa Przemysłowego nr 1. Rozruch produkcyjny zakładu nastąpił 2 stycznia 1974.
Jako że wcześniej nie było w Kole większych tradycji masarskich, budowa zakładu wpłynęła na rozwój szkolnictwa zawodowego w mieście. Utworzono tu specjalne klasy o profilu masarskim. Również w Krotoszynie stworzono specjalnie dla absolwentów szkół średnich z Koła Pomaturalne Studium Zawodowe. W toku tego nauczania przeszkolono do pracy w zakładach pierwsze 200 osób. Specjalistów technicznych i pracowników produkcyjnych przeszkolono także poza granicami Polski.
Z ofert zatrudnienia w Kole skorzystali, oprócz mieszkańców okolic, także specjaliści z Poznania, Łodzi, Kalisza, Krotoszyna i Bydgoszczy. Średnia wieku załogi wynosiła wówczas 22 lata. Połowa z pracowników dojeżdżała do pracy z okolicznych wsi. Podjęto więc decyzję o budowie pracowniczego osiedla mieszkaniowego (fragment Osiedla Warszawskiego). Pierwsze dwa bloki zbudowano jeszcze przed 1973.
W latach 1973–1975 dobudowano siedem kolejnych budynków. Łącznie znalazło się tam 400 mieszkań. Oprócz tego zakłady wyłożyły wsparcie finansowe na budowę przedszkola osiedlowego, kotłowni i oczyszczalni ścieków, udzielały także pomocy na rzecz miejscowych szkół. W 1978 w zakładach pracowało 1800 osób (co dziesiąty mieszkaniec Koła).
W 1994 roku kolskie zakłady zostały przekształcone w jednoosobową spółkę Skarbu Państwa Zakłady Mięsne w Kole SA. Dwa lata później minister przekształceń własnościowych sprzedał 55% akcji zakładów Spółce Akcyjnej Konsorcjum Inwestorów, której prezesem był dyrektor naczelny zakładów, Jerzy Marciniak. W grudniu 1996 roku głównym udziałowcem było przedsiębiorstwo Sokołów, zakład zatrudniał wówczas 1705 pracowników.

## Stan obecny
Od 1 września 1999 przedsiębiorstwo jest częścią holdingu Sokołów S.A. W ofercie firmy jest około stu produktów: wędlin, wyrobów z podrobów, garmażerki, konserw sterylizowanych i pasteryzowanych, wyrobów plasterkowanych, porcjowanych oraz konfekcjonowanych.
6 lutego 2023 ukazał się reportaż Janusza Schwertnera pt. Droga na rzeź poświęcony funkcjonowaniu ubojni przy Zakładach Mięsnych w Kole i występujących w niej przypadkach niewłaściwego traktowania zwierząt. Według aktywistów Fundacji Viva! w ubojni dochodziło do przypadków znęcania się nad przeznaczonymi na rzeź zwierzętami.